# Christmas EveL (canción)
«Christmas EveL» (pronunciado «Christmas evil») es una canción navideña grabada por el grupo surcoreano Stray Kids, publicada el 29 de noviembre de 2021, como tema principal y sencillo principal doble junto con «Winter Falls» de su álbum sencillo homónimo, por JYP Entertainment y distribuida por Dreamus, comercializado como «sencillo especial de Navidad» como parte del proyecto Season Song. Escrita por 3Racha (Bang Chan, Changbin, Han) y HotSauce, la canción expresa un diferente punto de vista sobre la Navidad, en vez de romanticismo y calidez con un sonido funky hip hop.

## Antecedentes y lanzamiento
El 11 de noviembre de 2021, Stray Kids anunció que publicarán el álbum sencillo Christmas EveL el 29 de noviembre de 2021. La lista oficial de canciones fue publicado el 19 de noviembre, con "Christmas EveL" como sencillo principal, junto con "Winter Falls". Dos teasers del video musical de "Christmas EveL" fueron publicados el 20 y 27 de noviembre, respectivamente. "Christmas EveL" fue publicado simultáneamente como álbum sencillo el 29 de noviembre. Stray Kids no promocionó la canción en los programas de música, como un regalo de agradecimiento a sus aficionados.

## Composición y letra
«Christmas EveL» es una canción de funky hip hop escrita por el equipo interno de producción 3Racha, compuesto de Bang Chan, Changbin, y Han, y compuesta conjuntamente con Hot Sauce en la tonalidad de Fa menor, a 140 latidos por minuto con una duración de 2 minutos y 59 segundos. Líricamente, «Christmas EveL» expresa un diferente punto de vista sobre la Navidad, Bang Chan dijo que la canción «contiene nuestro lado travieso y energía», mientras que Changbin "quería expresar la razón por la que los niños traviesos contemplaban la Navidad de otra manera, en vez de una Navidad romántica y cálida". Elite Daily describió la canción como una "canción anti-Navidad", y describió los inconvenientes de las fiestas.

## Rendimiento comercial
"Christmas EveL" debutó en el puesto 114 en Gaon Digital Chart en Corea del Sur. En Japón, la canción se posicionó en el puesto 51 en Billboard Japan Download Songs y en Singapur en el puesto 25 en el RIAS Top Regional Chart. La canción entró al puesto 10 en Billboard World Digital Song Sales en los Estados Unidos. y en Hungría en el puesto 23 en Singles Top 40. "Christmas EveL" debutó en el puesto 197 en Billboard Global Excl. U.S.

## Video musical
El video musical de "Christmas EveL" fue estrenado junto con el sencillo el 29 de noviembre de 2021, y precedido por dos teasers. El video musical sobrepasó las 100 millones de vistas el 5 de noviembre de 2022, convirtíendose en el octavo video musical de Stray Kids en alcanzar esa meta tras «God's Menu», «Back Door», «Miroh», «My Pace», «Thunderous», «Maniac», y «Hellevator».
Dirigido por Lee Hye-sung, el video comienza con Stray Kids en una congestión vehicular y escuchando noticias en la radio. La noticia presenta que Papá Noel perdió su voz debido al ataque del «monstruo del sonido», quien apareció en el tráiler de Noeasy, y contratará reemplazantes, quienes son Stray Kids, para alegrar a los niños en vez de él. Ellos van a una tienda de conveniencia para encontrar regalos para dar a los niños y luego hacen un desorden.Más tarde, Bang Chan presionó el botón para deformar a todos y salieron de la tienda. Un regalo rosado que cayó del cielo se transformó en un camión mágico rosa. Del camión tiraron los regalos para entregárselos a los niños mientras conducían. De repente, el camión tuvo un accidente y cayó por un acantilado hasta hundirse por un fregadero. Salieron arrastrándose por debajo del fregadero y dejaron caer regalos en el árbol de Navidad de una casa, pero una niña abrió la puerta y los vio por casualidad. Se presentaron como Stray Kids, pero ella gritó que «tú no eres Papá Noel». Posteriormente, Stray Kids jugó junto con la niña. El video finaliza con Stray Kids abandonando la tienda y volviendo a recibir el texto para trabajar en lugar de Papá Noel.

## Presentaciones en vivo
Un año después del lanzamiento de la canción, Stray Kids presentó por primera vez en vivo «Christmas EveL» en 2022 SBS Gayo Daejeon el 24 de diciembre de 2022, junto con «Case 143» y «24 to 25».

## Recnonocimentos
"Christmas EveL" recibió un premio en un programa de música en Music Bank el 10 de diciembre de 2021.

## Posicionamiento en listas

### Listas semanales
| Listas (2021)                                       | Mejor posición |
| --------------------------------------------------- | -------------- |
| Global Excl. US (Billboard)                         | 197            |
| Hungría (Single Top 40)                             | 23             |
| Japón Japan Download Songs (Billboard Japan)        | 51             |
| Singapur Top Regional (RIAS)                        | 25             |
| Corea del Sur (Gaon)                                | 114            |
| Estados Unidos World Digital Song Sales (Billboard) | 10             |

### Listas mensuales
| Listas (2021)                 | Posición |
| ----------------------------- | -------- |
| Corea del Sur Download (Gaon) | 59       |

## Historial de lanzamientos
| Región | Fecha                   | Formatos                     | Discográfica | Ref.          |
| ------ | ----------------------- | ---------------------------- | ------------ | ------------- |
| Varios | 29 de noviembre de 2021 | Descarga digital y streaming | JYP          | [ 25 ] [ 26 ] |